# Jan Kolář (pedagog)
Jan Kolář, křtěný Jan Ignác Martin (4. listopadu 1884 Tábor – 17. srpna 1940 Tábor), byl středoškolský pedagog, věnoval se historii a topografii. 

## Život
Byl synem historika a heraldika Martina Koláře. V letech 1927–1929 byl starostou Tábora, 1938–1939 ředitelem táborské reálky. Podílel se jako redaktor na zpracování Jihočeského historického sborníku, byl editorem dějin Tábora.